# Duncan Cole
Duncan Edward Cole (Inghilterra, 12 luglio 1958 – Auckland, 21 maggio 2014) è stato un calciatore neozelandese, di ruolo centrocampista.

## Carriera

### Club
Di origini inglesi e trasferitosi da giovane in Nuova Zelanda, iniziò la carriera al North Shore Utd, club con il quale vinse il campionato neozelandese del 1977 e la Chatham Cup del 1979.
Nel 1980 si trasferisce al Canberra City in Australia, dove gioca per un biennio prima di tornare al North Shore Utd nel 1982, che lascerà nuovamente per il Canberra City dopo solo una stagione.
Nel 1984 torna per la terza volta al North Shore Utd, dove vincerà un'altra Chatham Cup nel 1986.
Si ritirerà al termine della stagione 1988.

### Nazionale
Vestì la maglia della Nuova Zelanda in cinquantotto occasioni ufficiali, segnando quattro reti, esordendo nella vittoria per gli All Whites contro la Singapore, il 1º ottobre 1978.
Fece parte della rosa All whites che partecipò ai Mondiali spagnoli del 1982, disputando tutti e tre gli incontri che i kiwi disputarono in terra iberica contro Scozia, Unione Sovietica e Brasile.

## Palmarès

### Club

#### Competizioni nazionali
- Campionato neozelandese: 1

North Shore Utd: 1977
- Chatham Cup: 2

North Shore Utd: 1979, 1986

### Individuale
- Jack Batty Memorial Cup: 1

1986